# كارمين ديلغادو
كارمين ديلغادو (بالإسبانية: Carmen Delgado)‏ هي ممثلة مكسيكية، ولدت في 7 مايو 1957 بمدينة مكسيكو في المكسيك.

## وصلات خارجية
- كارمين ديلغادو على موقع IMDb (الإنجليزية)
- كارمين ديلغادو على موقع قاعدة بيانات الفيلم (الإنجليزية)